# Piet van der Horst sr.

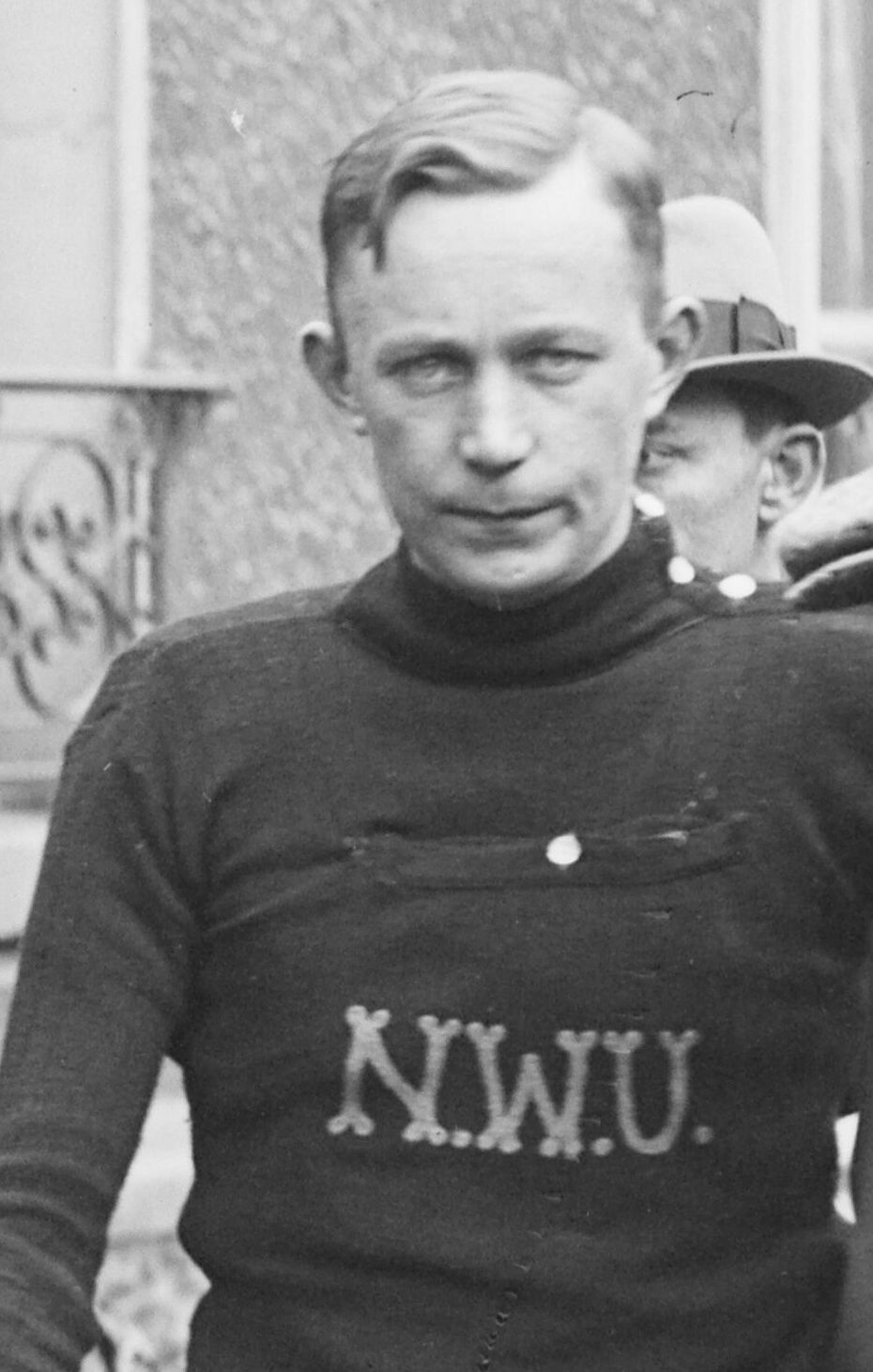
Piet van der Horst (1932)

Piet van der Horst sr. (* 25. Oktober 1903 in Klundert; † 18. Februar 1983 in Breda) war ein niederländischer Radrennfahrer.

## Sportliche Laufbahn
Van der Horst war Teilnehmer der Olympischen Sommerspiele 1928 in Amsterdam. Mit dem Bahnvierer gewann er gemeinsam mit Janus Braspennincx, Jan Maas, Jan Pijnenburg und Gerard Bosch van Drakestein die Silbermedaille in der die Mannschaftsverfolgung. Alle fünf eingesetzten Fahrer erhielten die Medaille. Bei den Straßenradsport-Weltmeisterschaften 1926 kam er auf den 16. Rang.
1931 bis 1935 startete er als Unabhängiger und als Berufsfahrer, ohne aber nennenswerte Ergebnisse zu erzielen.

## Familiäres
Sein gleichnamiger Sohn Piet van der Horst jr. war ebenfalls Radrennfahrer.